# Dimitrije Posniković
Dimitrije Posniković (en serbe cyrillique : Димитрије Посниковић) est un peintre serbe du XIXe siècle. Il a surtout peint des icônes et des fresques pour les églises de Serbie.

## Œuvres

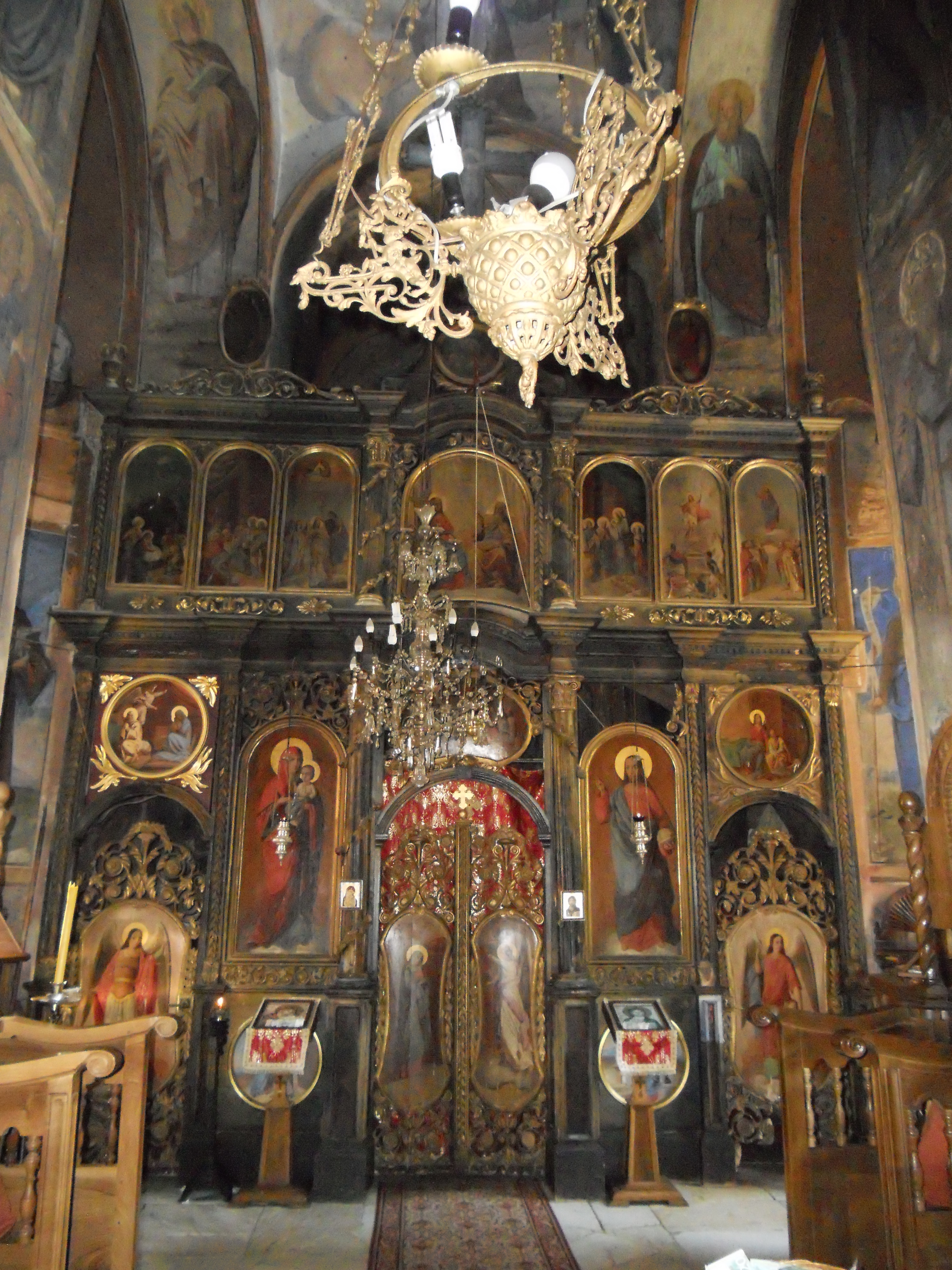
L'iconostase de l'église du monastère de Kamenac.

- 1849 : iconostase de l'église Saint-Michel de Beljina (monument classé)[1] ;
- 1851 : iconostase de l'église en bois de l'Intercession-de-la-Mère-de-Dieu de Donja Jablanica à Jablanica (monument de grande importance)[2] ;
- 1851 : iconostase (attribuée) de l'église Saint-Marc d'Užice (monument de grande importance)[3],[4] ;
- 1856 : fresques pour l'église Saint-Gabriel de Veliko Gradište (monument classé)[5] ;
- 1870 : iconostase de l'église Saint-Nicolas de Sibnica (monument classé)[6] ;
- 1870 : iconostase de l'église de la Nativité-de-la-Mère-de-Dieu du monastère de Kamenac (monument classé)[7] ;
- 1876 : iconostase et fresques de l'église Saint-Pierre-et-Saint-Paul de Kolari (monument classé)[8] ;
- 1877 : 14 icônes pour l'église Saint-Jérémie de Braničevo (monument classé)[9] ;
- années 1880 : iconostase et fresque pour l'église de l'Ascension de Žabari (monument classé)[10] ;
- 1886-1887 : fresques pour l'église Saint-Nicolas d'Irig (monument de grande importance)[11] ;
- iconostase de l'église Saint-Nicolas de Svilajnac (monument classé)[12] ;
- fresques pour l'église Saint-Michel-et-Saint-Gabriel du monastère de Klisura (monument classé)[13] ;
- peintures pour l'église de la Nativité-de-la-Mère-de-Dieu de Velika Moštanica (monument classé)[14].